# De Viris Illustribus (San Jerónimo)

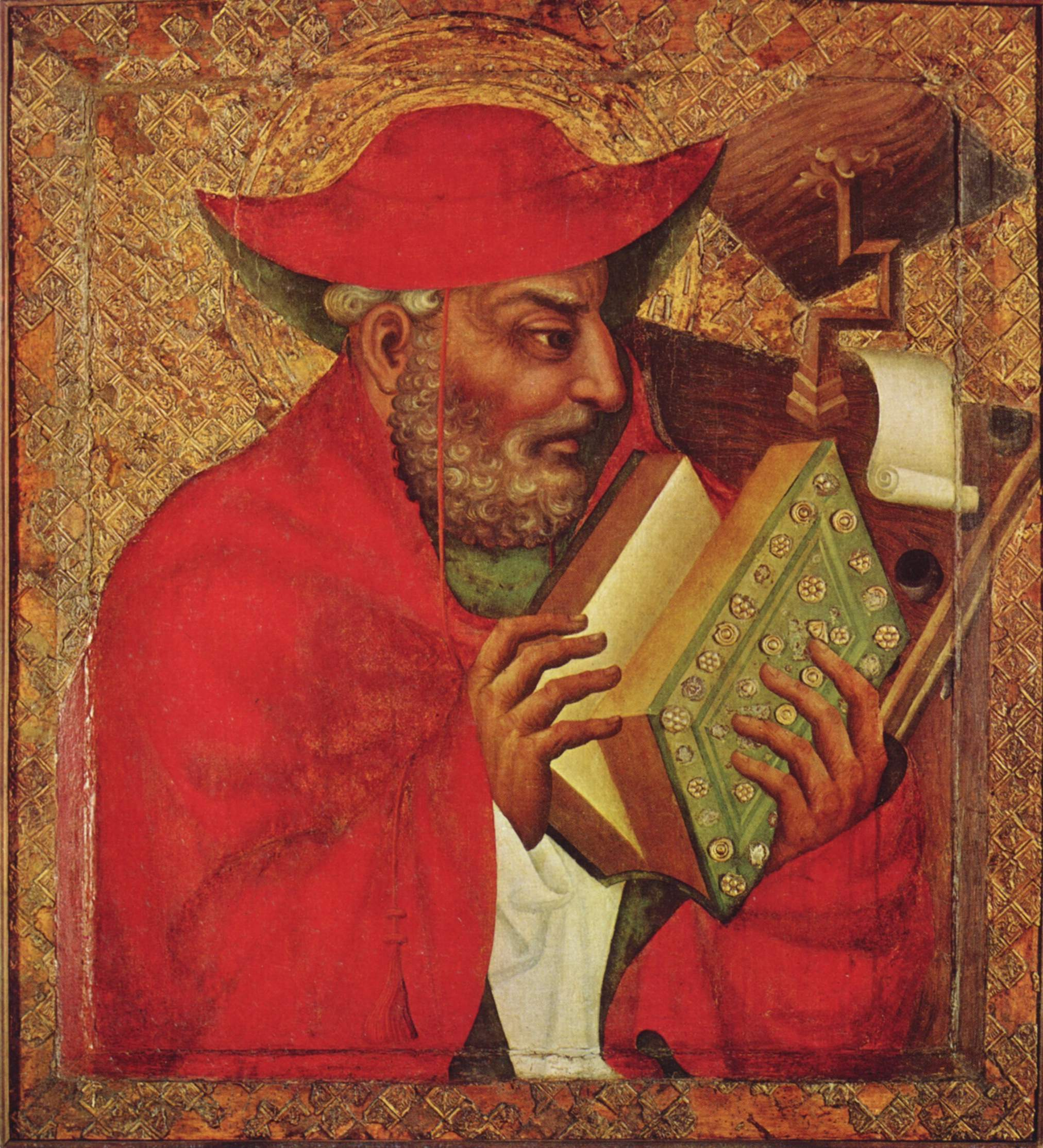
Jerónimo, autor de De Viris Illustribus

De Viris Illustribus (Sobre hombres ilustres en latín) es una colección de ciento treinta y cinco pequeñas biografías, compiladas por el padre de la Iglesia latina del siglo IV, Jerónimo de Estridón, más tarde san Jerónimo. Él completó su trabajo en Belén el año 392-3.

## Contenido
La obra consiste en un prólogo y ciento treinta y cinco capítulos, cada uno una breve biografía. El propio Jerónimo es el objeto del último capítulo. Una versión griega del libro, posiblemente hecha por el protagonista del capítulo ciento treinta y cuatro, Sofronio, también sobrevivió. Muchas de las biografías recogen la vida de importantes cristianos en la historia de la Iglesia, y se centran en su faceta de escritores. Se ha dicho que fue "escrita como una obra apologética para probar que la Iglesia había producido hombres instruidos". El libro fue dedicado a Flavio Lucio Dextro, que sirvió como secretario de Teodosio I y como prefecto de la guardia pretoriana del emperador Honorio (r. 395–423). Dextro era el hijo de Paciano de Barcelona, que fue muy elogiado en la obra.

## Biografías

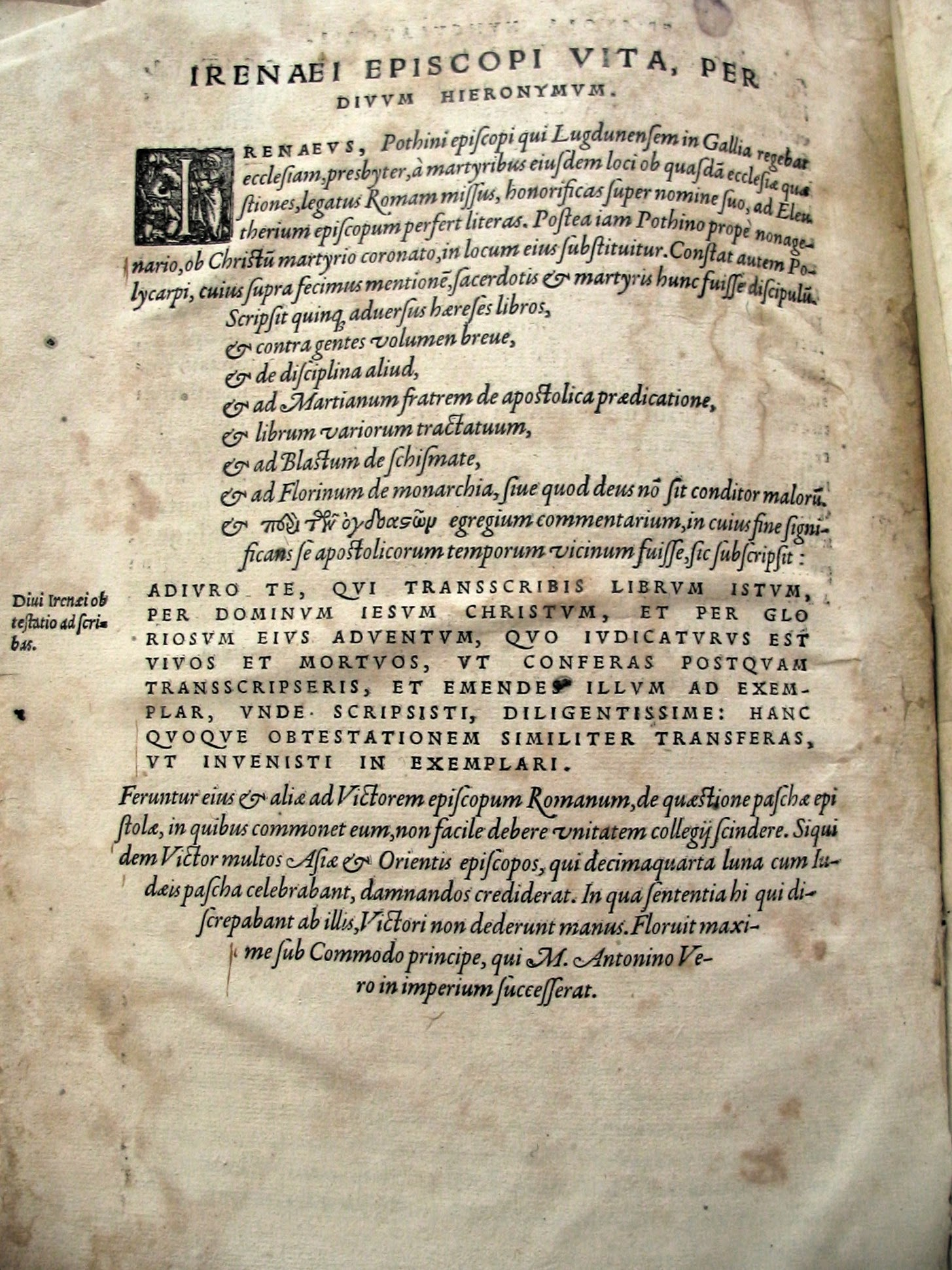
Biografía de Ireneo de Lyon incluida en «De Viris Illustribus», reproducida en «Opus Eruditissimum Divi Ireneai Episcopi», impresa por Hieronymus Froben y Nikolaus Episcopius en Basilea en 1560

A continuación están listados los ciento treinta y cinco biografiados. Los números son de los capítulos encontrados en la obra:
- 1. San Pedro
- 2. Santiago el Justo
- 3. Mateo el Evangelista
- 4. San Judas Tadeo
- 5. Pablo de Tarso
- 6. Bernabé apóstol
- 7. Lucas el Evangelista
- 8. Marcos el Evangelista
- 9. Juan el Apóstol
- 10. Pastor de Hermas
- 11. Filón de Alejandría
- 12. Séneca
- 13. Flavio Josefo
- 14. Justo de Tiberíades
- 15. Papa Clemente I
- 16. Ignacio de Antioquía
- 17. Policarpo de Esmirna
- 18. Papias de Hierápolis
- 19. Cuadrado de Atenas
- 20. Arístides de Atenas
- 21. Agripa Cástor
- 22. Hegesipo
- 23. Justino Mártir
- 24. Melitón de Sardes
- 25. Teófilo de Antioquía
- 26. Claudio Apolinar
- 27. Dionisio de Corinto
- 28. Pinito de Cnosos
- 29. Taciano
- 30. Felipe de Gortina
- 31. Musano
- 32. Modesto
- 33. Bardesanes
- 34. Víctor I
- 35. Ireneo de Lyon
- 36. Panteno
- 37. Rodo
- 38. Clemente de Alejandría
- 39. Melquíades
- 40. Apolonio de Roma
- 41. Serapión de Antioquía
- 42. Apolonio de Éfeso
- 43. Teófilo de Cesarea
- 44. Báquilo de Corinto
- 45. Polícrates de Éfeso
- 46. Heráclito de Éfeso
- 47. Máximo I de Antioquía
- 48. Cándido
- 49. Apio
- 50. Sexto
- 51. Arabiano
- 52. Judas
- 53. Tertuliano
- 54. Orígenes
- 55. Amonio de Alejandría
- 56. Ambrosio de Alejandría
- 57. Trifo
- 58. Minucio Félix
- 59. Papa Cayo
- 60. Berilo
- 61. Hipólito de Roma
- 62. Alejandro de Jerusalén
- 63. Julio Africano
- 64. Gemino
- 65. Gregorio Taumaturgo
- 66. Papa Cornelio
- 67. Cipriano de Cartago
- 68. Poncio de Cartago
- 69. Dionisio de Alejandría
- 70. Novaciano
- 71. Malquión de Antioquía
- 72. Arquelau
- 73. Anatolio de Laodicea
- 74. Victorino de Petovio
- 75. Pánfilo de Cesarea
- 76. Pierio
- 77. Luciano de Antioquía
- 78. Fíleas
- 79. Arnobio de Sicca
- 80. Lactancio
- 81. Eusebio de Cesarea
- 82. Reticio
- 83. Metodio de Olimpia
- 84. Juvenco
- 85. Eustacio de Antioquía
- 86. Marcelo de Ancira
- 87. Atanasio de Alejandría
- 88. Antonio Abad
- 89. Basilio de Ancira
- 90. Teodoro
- 91. Eusebio de Emesa
- 92. Trifilio
- 93. Donato Magno
- 94. Asterio el Sofista
- 95. Lucifer de Cagliari
- 96. Eusebio de Vercelli
- 97. Fortunatiano
- 98. Acacio de Cesarea
- 99. Serapión de Thmuis
- 100. Hilario de Poitiers
- 101. Mario Victorino
- 102. Tito de Bostra
- 103. Papa Dámaso I
- 104. Apolinar de Laodicea
- 105. Gregorio de Elvira
- 106. Paciano
- 107. Fotino de Sirmio
- 108. Foebadio de Agen
- 109. Dídimo el Ciego
- 110. Optato
- 111. Acilio Severo
- 112. Cirilo de Jerusalén
- 113. Euzoio
- 114. Epifanio de Salamis
- 115. Efrén de Siria
- 116. Basilio de Cesarea
- 117. Gregorio Nacianceno
- 118. Lucio de Alejandría
- 119. Diodoro de Tarso
- 120. Eunomio de Cízico
- 121. Prisciliano
- 122. Latroniano
- 123. Tiberiano
- 124. Ambrosio de Milán
- 125. Evagrio de Antioquía
- 126. Ambrosio (discípulo)
- 127. Máximo I de Constantinopla
- 128. Gregorio de Nisa
- 129. Juan Crisóstomo
- 130. Gelasio de Cesarea
- 131. Teótimo de Tomis
- 132. Flavio Lucio Dextro
- 133. Anfiloquio de Iconio
- 134. Sofronio
- 135. Jerónimo de Estridón

## Relato de san Jerónimo sobre sí mismo
En la conclusión de De Viris Illustribus, san Jerónimo nos ofrece su propia biografía como el más reciente ejemplo de escritor erudito de los cristianos. En el capítulo ciento treinta y cinco, resume su carrera así:

Yo, Jerónimo, hijo de Eusebio, de la ciudad de Estridón, que vive en la frontera entre Dalmacia y Panonia, que fue tomada por los Godos, hasta el presente año, o sea, el décimo cuarto del emperador Teodosio I, escribí lo siguiente: Vida de Paulo, el monje, un libro de Epístolas para diferentes personas, una Exortación a Heliodoro, Controversia de Luciferano y Ortodoxo, Crónica de la historia universal, 28 homilías de Orígenes sobre Jeremías y Ezequiel,  que yo traduje del griego al latín, Sobre los serafines, Sobre Osana, Sobre los hijos pródigos y prudentes, Sobre las tres cuestiones de la antigua ley,  dos homilías del Cántico de los Cánticos, Contra Helvidio, Sobre la perpetua virginidad de María, Para Eustoquio, Sobre mantener la virginidad, un libro de Epístolas para Marcela, una carta consoladora para Paula, Sobre la muerte de una hija, tres libros de Comentarios sobre la Epístola a los Gálatas, así como tres libros de Comentarios sobre la Epístola a los Efesios, Sobre la Epístola a Tito un libro, Epístola a Filemón, un Comentario sobre el Eclesiastés, un libro sobre Cuestiones hebraicas en el Génesis, un libro Sobre lugares en Judea, un libro sobre Nombres hebreos, Sobre el Espíritu Santo, de Dídimo el Ciego, que yo traduje al latín, un libro de Treinta y nueve homilías sobre Lucas, Sobre los Salmos 10 a 16, siete libros, sobre el monje cautivo, La vida del bendito Hilario. Yo traduje el Nuevo Testamento del griego y el Antiguo Testamento del hebreo, y cuantas cartas yo escribí a Paula y a Eustoquio solo llevo seis, aunque escribo diariamente. Yo escribí también, dijo, dos libros de Explicaciones sobre Miqueas, un libro Sobre Nahum, dos libros Sobre Habacuc, uno Sobre Zefanias, uno Sobre Hageo y muchos otros sobre profetas que no he terminado y sobre los que estoy trabajando.
Jerónimo De Viris Illustribus